# Атомная энергетика Вьетнама
В настоящее время Вьетнам не располагает промышленными атомными реакторами, однако, планировал построить от 4 до 8 реакторов в ближайшем будущем.
Начало строительства первого реактора было запланировано на 2019 год (первоначально на 2014), но в 2016 г. было окончательно отменено.

## История и экономика
Исследования по возможности использования атомной энергетики в стране велись с начала 1980-х годов. В рапорте 1995 года[кого?] было сказано: «Примерно к 2015 году, когда спрос на электроэнергию достигнет 100 млрд кВтч, ядерная энергетика должна быть введена в строй для удовлетворения непрерывно растущего спроса страны на электроэнергию». Текущие потребности практически вдвое превышают эту цифру, а ввод в строй первого реактора ожидается лишь к 2025 году.
Электропотребление во Вьетнаме росло с 26,1 ТВт⋅ч в 2000 году до 115,1 ТВт⋅ч в 2012 году, то есть в среднем на 15 % ежегодно. Примерно треть электроэнергии вырабатывают гидроэлектростанции (ГЭС), ещё треть — угольные, четверть нефтяные и газовые. Около 5 % страна импортирует из Китая.
Рост потребностей провоцирует рост мощностей. Быстро наращивается производство угольных электростанций. Планируется существенное увеличение их доли с текущих 25 % (на 2015 год) до 46 % (к 2020 году) и 55 % к 2030 году. Весьма вероятно, в ближайшем будущем Вьетнам столкнется с экологическими проблемами из-за угольных электростанций, подобным китайским.
Мощности гидроэлектростанций также активно наращиваются, однако у этого роста существует практический предел и ряд сложностей. Есть проблемы с определением новых подходящих мест для постройки мощных ГЭС. Кроме того, мешают использованию ГЭС и сложные погодные условия. Потому доля их падает в прогнозах с 33 % 2015 года до 26 % к 2020 году, и 16 % к 2030 году.
Быстро растущий спрос, в том числе и за счёт электрификации сельских областей, а также стремление к диверсификации источников энергии, подтолкнули Вьетнам к развитию атомной энергетики.
В 2006 году правительство озвучило планы на введение в строй 2 гигаватт атомных мощностей к 2020 году.
В августе 2007 года правительство одобрило план развития атомной энергетики, с целью введения 8 гигаватт к 2025 году.
В середине 2008 года был принят основной закон по атомной энергетике, разработан каркас для правовой и управленческой деятельности.
В октябре 2008 года были выбраны места для двух первых АЭС, на побережье в провинции Ниньтхуан, а именно Фуокдинь и Виньхай. В июне 2010 года Вьетнам объявил, что он планирует построить 14 ядерных реакторов на восьми участках в пяти провинциях к 2030 году, общей мощностью 15 ГВт. Дополнительные шесть участков включают:
- Бин Тянь (провинция Ниньтхуан)
- Суанфыонг (провинция Фуйен)
- Хоаймой (провинция Биньдинь)
- Дыктханг (провинция Куангнгай)
- Дыктан (провинция Куангнгай)
- Ку Суан (провинция Хатинь)

Планы на участки не менялись, по данным на начало 2014 года.
Все ведущие производители реакторов выразили желание участвовать в этом проекте. Выиграли конкурс Россия и Япония. Россия согласилась кредитовать и построить 2 реактора, с опционом на ещё 2, по 1000 МВт каждый. Подобное соглашение было заключено и с Японией.
Оператором всех АЭС во Вьетнаме будет госкомпания Vietnam Electricity Holding Co. (EVN).
Первоначально строительство первой АЭС предполагалось начать уже в 2014 году.
В январе 2014 года правительство Вьетнама заявило о сдвиге сроков реализации ядерной программы на 4—6 лет в связи с продолжающимися переговорами по технологиям и финансировании. Ранее атомное агентство Вьетнама настаивало на задержке программы для проведения более тщательной подготовки.
В январе 2015 года атомное агентство Вьетнама заявило об очередных сдвигах начала строительства — на 2019 год.
В ноябре 2016 Вьетнам окончательно отказался от строительства АЭС до 2030 года.

## Планировавшиеся АЭС и энергоблоки Вьетнама
| Энергоблок    | Местоположение | Провинция | Тип                 | Общая мощность (MW) | Начало строительства | Ввод в эксплуатацию | Подрядчик        |
| ------------- | -------------- | --------- | ------------------- | ------------------- | -------------------- | ------------------- | ---------------- |
| Нинь Туан 1-1 | Фыокзинь       | Ниньтхуан | ВВЭР-1200           | 1200                | 2019                 | 2025                | Атомстройэкспорт |
| Нинь Туан 1-2 | Фыокзинь       | Ниньтхуан | ВВЭР-1200           | 1200                | 2020                 | 2026                | Атомстройэкспорт |
| Нинь Туан 1-3 | Фыокзинь       | Ниньтхуан | ВВЭР-1200           | 1200                | -                    | -                   | -                |
| Нинь Туан 1-4 | Фыокзинь       | Ниньтхуан | ВВЭР-1200           | 1200                | -                    | -                   | -                |
| Нинь Туан 2-1 | Виньхай        | Ниньтхуан | AP1000 или Atmea1 ? | 1100                | -                    | -                   | JINED            |
| Нинь Туан 2-2 | Виньхай        | Ниньтхуан | AP1000 или Atmea1 ? | 1100                | -                    | -                   | JINED            |
| Нинь Туан 2-3 | Виньхай        | Ниньтхуан | AP1000 или Atmea1 ? | 1100                | -                    | -                   | -                |
| Нинь Туан 2-4 | Виньхай        | Ниньтхуан | AP1000 или Atmea1 ? | 1100                | -                    | -                   | -                |

### АЭС Ниньтхуан-1
АЭС Ниньтхуан-1 являлась главным проектом вьетнамской атомной энергетики. Переговоры по ней дошли до наиболее продвинутой стадии.
В октябре 2010 года Вьетнам подписал межправительственное соглашение с Россией о строительстве Росатомом и его дочерними структурами первой атомной электростанции в стране — Ниньтхуан-1 в Фуокзине, использующей два реактора ВВЭР-1000 (позже к ним будут добавлены ещё два). Первоначально строительство планировалось начать в 2014 году, а первый блок планировалось ввести в эксплуатацию в 2020 году. Обеспечивать поставку топлива и забор отработанного ядерного топлива на весь жизненный цикл АЭС должен был Росатом. Также российская сторона обучала вьетнамских специалистов-атомщиков.
В дальнейшем проект АЭС был заменён на более совершенный АЭС-2006 с реакторами типа ВВЭР-1200. Сроки ввода в эксплуатацию сдвинулись на 2025 год.
В ноябре 2015 года дата ввода в эксплуатацию была перенесена с 2024—2025 на 2028 год, пока через год Вьетнам окончательно не отказался от строительства АЭС.

### АЭС Ниньтхуан-2
В октябре 2010 года, одновременно с российским, был подписан договор между Вьетнамом и Японией по строительству АЭС Ниньтхуан-2 в уезде Ниньхай (вьет. Ninh Hải), с двумя энергоблоками по 1000 МВт, с дальнейшим расширением на ещё два энергоблока. EVN выдвигала шесть прикладных критериев, в том числе, использование последних моделей реакторов, стабильные поставки топлива, поддержку местной индустрии, финансовую поддержку и подготовку персонала (Япония обязалась подготовить 1000 специалистов для АЭС Ниньтхуан-2. В январе 2015 года компания Westinghouse обязалась подготовить этих специалистов).
Начало строительство первого энергоблока предполагалось начать в 2015 году и ввести в эксплуатацию 2024 году. Японское министерство экономики, торговли и промышленности (METI) подтвердило финансирование и страхование до 85 % от общей стоимости.
В январе 2012 года межправительственное соглашение было согласовано и вступило в силу. Станцию должен был строить консорциумом международного развития ядерной энергии Японии JINED.
В январе 2014 года поступило сообщение, согласно которому сроки строительства вьетнамских АЭС, возможно, сдвинутся на более отдалённое время. Конкретные сроки начала строительства АЭС Ниньтхуан-2 не были озвучены.

### Другие проекты
В марте 2012 года было подписано межправительственное соглашение между Вьетнамом и Южной Кореей, чтобы в том же году начать технико-экономическое обоснование для строительства в апреле четырёх корейских усовершенствованных ядерных реакторов APR 1400 (1400 МВт).
Кроме России, Японии и Южной Кореи, в период с 2007 по 2014 Вьетнамом были заключены соглашения по мирному атому с Францией, США и Канадой.